# Bang Bang (My Baby Shot Me Down)
Bang Bang (My Baby Shot Me Down) è una canzone scritta da Sonny Bono nel 1966, e pubblicata da Cher nel singolo Bang Bang (My Baby Shot Me Down)/Needles and Pins e nell'album The Sonny Side of Chér.

## Storia
Il brano ebbe un notevole successo in tutto il mondo. Negli Stati Uniti si rivelò uno dei migliori successi di Cher arrivando fino alla seconda posizione dei singoli più venduti, e vendendo in totale più di tre milioni di copie. Nel 1987 il singolo fu nuovamente pubblicato, come singolo dell'album Cher, anche se in quella occasione il singolo non entrò neppure in classifica.
Nel 1966 anche Nancy Sinatra pubblicò la propria versione di Bang Bang nell'album How Does That Grab You?, con l'introduzione del celebre tremolo di chitarra (di Billy Strange). Nel 2003 Quentin Tarantino inserì questa versione nella colonna sonora del film Kill Bill: Volume 1. Fu campionato (nella versione della Sinatra) per il brano del 2005 degli Audio Bullys Shot You Down.

## Cover
- 1966 - Stevie Wonder, album Down to Earth (Tamla – T-272)
- 1966 - Gabor Szabo, singolo (Impulse! Records – 45-248); album Spellbinder (Impulse! Records – A-9123)
- 1966 - Petula Clark, singolo (Disques Vogue – J 35117x45); album I Couldn't Live Without Your Love (Pye Records – NPL 18148)
- 1966 - Nancy Sinatra, singolo (Reprise Records – Fg 30083); album How Does That Grab You? (Reprise Records – R 6207)
- 1966 - Dalida, singolo (Barclay - BN 6097[2]); album del 1967 Dalida (Barclay – SIB 30). Dalida la presentò in concorso al varietà televisivo Rai Scala reale nell'autunno 1966.
- 1966 - Equipe 84, singolo (Dischi Ricordi – SRL 10-438)[3]; album Io ho in mente te (Dischi Ricordi – MRL 6053[4])
- 1966 - Milena Cantù, singolo (Clan Celentano – ACC 24038)[5]; compilation del 1978, C'era una volta il Clan, come La Ragazza del Clan (Record Bazaar – RB 132)
- 1966 - I Corvi, singolo (Ariston Records – AR 0161)[6]; album Un ragazzo di strada (Ariston Records – AR/0152/LP[7])
- 1966 - Sammy Davis Jr., singolo (Reprise Records – R.20289)
- 1966 - Sheila, singolo (Philips – 373867 BF); album Sheila N° 4 (Philips – B 70 385)
- 1967 - Đorđe Marjanović e Vokalni Ansambl Koral, EP in serbo, testo di Đorđe Marjanović (PGP RTB – EP 50111); album del 2005 К'о Некад ... (PGP RTS – CD 414770)
- 1967 - Vanilla Fudge nell'album Vanilla Fudge (Atlantic Records – ATL-ST 08012)
- 1967 - Enrico Ciacci nell'album Chitarra sessantasette (RCA Italiana – S 18[8])
- 1967 - Convers come Bang, bang napulitano (Meister – M 103Atlantic Records)
- 1968 - Terry Reid nell'album Bang Bang You're Terry Reid (Epic – BN 26427)
- 1970 - Cliff Richard nell'album Tracks 'N' Grooves (Columbia Records – SCX 6435)
- 1981 - Frank Sinatra, singolo (Reprise Records – K 14515); album She Shot Me Down (Reprise Records – W 54117)
- 1982 Rosanna Fratello, singolo (Durium)
- 1983 - Ivan Cattaneo, EP (CGD – 601.071); album Bandiera gialla (CGD – CGD 20350)
- 1984 - Iva Zanicchi, LP; album Iva 85 (SGM)
- 1987 - Bon Jovi nell'album Rock Stars (Radio Today Entertainment – RS001)
- 1993 - Mina nell'album Signori... Mina! vol. 1 (Raro!Records - TCDL 359); Mina la propose dal vivo, nella puntata del 6 maggio 1967 del programma televisivo Sabato sera
- 2000 - Paul Weller, singolo (Island Records – CID 760); album del 2003 Fly on the Wall: B-Sides and Rarities 1991-2001
- 2001 - Ornella Vanoni nell'album Un panino una birra e poi... (CGD East West – 8573866142)
- 2001 - Spagna, album La nostra canzone (Epic – EPC 502310 2)
- 2004 - Isobel Campbell, EP (Snowstorm – STORM 026LP)
- 2006 - The Raconteurs nell'album UK Tour October 2006 (Concert Live)
- 2006 - Mareva feat. Jacno nell'album Ukuyéyé by Mareva (Warner Music France – 2564634842)
- 2008 - La modella e cantante Carla Bruni ha eseguito il brano per la promozione televisiva della Lancia Musa
- 2008 - Giusy Ferreri l'ha cantato nel programma TV X Factor
- 2008 - Gypsy Pistoleros, nell'album Para Siempre (Bad Reputation – BAD080101)
- 2011 - Mauro Ermanno Giovanardi feat. Violante Placido nell'album Ho sognato troppo l'altra notte? (Sony Music – 88697718372)
- 2011 - Baccini nell'album Baccini canta Tenco (Pippodea Edizioni Musicali – 0207450EIT)
- 2012 - Famiglia Rossi nell'album Tiger of Your Dreams (Noman Records – NR 26)
- 2014 - David Guetta feat. Skylar Grey, nuova versione del brano intitolata Shot Me Down (Parlophone – 0825646313730); album Best (Vigma – 3626)
- 2014 - Tony Bennett & Lady Gaga nell'album Cheek to Cheek (Interscope Records – B0022419-02)
- 2016 - Beth Hart nel suo album Fire on the Floor (Provogue – PRD75061)
- 2017 - Dua Lipa nell'album Dua Lipa (Warner Bros. Records – 0190295720230)